# Pyrrolin
Pyrolliny, též dihydropyrroly, jsou skupina tří organických chemických sloučenin lišících se polohou dvojné vazby. Formálně jde o deriváty pyrrolu připravené jeho hydrogenací. 1-Pyrrolin je cyklický imin, 2-pyrrolin a 3-pyrrolin jsou cyklické aminy.
|                                  |                                  |                                  |
| 1-pyrrolin 3,4-dihydro-2H-pyrrol | 2-pyrrolin 2,3-dihydro-1H-pyrrol | 3-pyrrolin 2,5-dihydro-1H-pyrrol |

## Substituované pyrroliny
Mezi významné deriváty pyrrolinů patří např.:
- 2-acetyl-1-pyrrolin, složka vůně některých potravin
- MTSL, sloučenina využívaná pro NMR experimenty
- porfyrin, skelet tvořený dvěma páry pyrrolu a pyrrolinu spojených methinovými můstky
- pyrolysin, 22. proteinogenní aminokyselina
- 1-pyrrolin-5-karboxylová kyselina, biosyntetický metabolit
- thienamycin, β-laktamové antibiotikum

N-substituované pyrroliny lze připravit uzavírací metatezí.